# Ново-Село (Благоєвградська область)
Но́во-Се́ло (болг. Ново село) — село в Благоєвградській області Болгарії. Входить до складу общини Кресна.

## Населення
За даними перепису населення 2011 року у селі проживали 0 осіб.
Динаміка населення: